# Irene Fenwick
Irene Fenwick, née Irene Frizzel le 5 septembre 1887 à Chicago (Illinois) et morte le 24 décembre 1936 à Beverly Hills (Californie), est une actrice américaine de théâtre et de cinéma muet.

## Biographie
Née Irene Frizzel à Chicago (aux États-Unis) en 1887, elle joue dans des théâtres de la région, puis débute à Broadway dans la pièce The Brass Bottle en 1910. Rousse et pleine de vitalité, elle joue aussi bien dans des comédies que des tragédies, démentant sa petite taille (elle mesurait moins de 1,50 m).
Irene Fenwick fut l’une des compagnes de John Barrymore durant les années 1900, et son nom de scène était « la Vénus de poche ». Elle rencontrera et épousera son frère Lionel quelques années plus tard.
Irene Fenwick épouse Felix Isman en 1909. Elle épouse ensuite Jay O’Brian, médaillé d'or aux Jeux olympiques pour le bobsleigh à 4 (il épousera plus tard l’actrice Mae Murray). Irene Fenwick fait ses débuts dans le cinéma muet en 1915 dans un film de George Fitzmaurice, The Commuters (it). Après une dizaine de films, elle se retire de la scène trois ans plus tard, en 1917.
De retour au théâtre, elle rencontre l’acteur Lionel Barrymore lors d’une représentation. De 1924 jusqu’à sa mort, elle est mariée avec lui. Elle décède des suites d’une anorexie mentale (appelée « sur-régime » à l’époque) à l’âge de 49 ans. Elle repose au cimetière Calvary Cemetery (en) de Los Angeles.

## Théâtre
Irene Fenwick a joué dans les pièces de Broadway suivantes :
- 1910 : The Brass Bottle de F. Anstey, sur une mise en scène de Gustav von Seyffertitz au Lyceum Theatre (44 représentations)
- 1910 : The Speckled Band d’Arthur Conan Doyle au Garrick Theatre (32 représentations)
- 1911 : The Zebra de Paul M. Potter, d’après Le Zèbre de Nicolas Nancey et Paul Armont au Garrick Theatre (24 représentations)
- 1911 : The Million
- 1912 : Hawthorne of the U.S.A. de James B. Fagan (en), dans le rôle de la princesse Irma Augusta Elizabeth Overitch à l’Astor Theatre (en) (72 représentations)
- 1913 : The Family Cupboard
- 1914 : Along Came Ruth
- 1914 : The Song of Songs d’Edward Sheldon, adaptation théâtrale du roman Das hohe Lied de Hermann Sudermann à l’Eltinge Theatre de la 42e rue (191 représentations)
- 1916 : Pay-day
- 1916 : The Co-respondent
- 1916 : The Guilty Man
- 1917 : Bosom Friends
- 1917 : Mary’s Ankle

## Filmographie

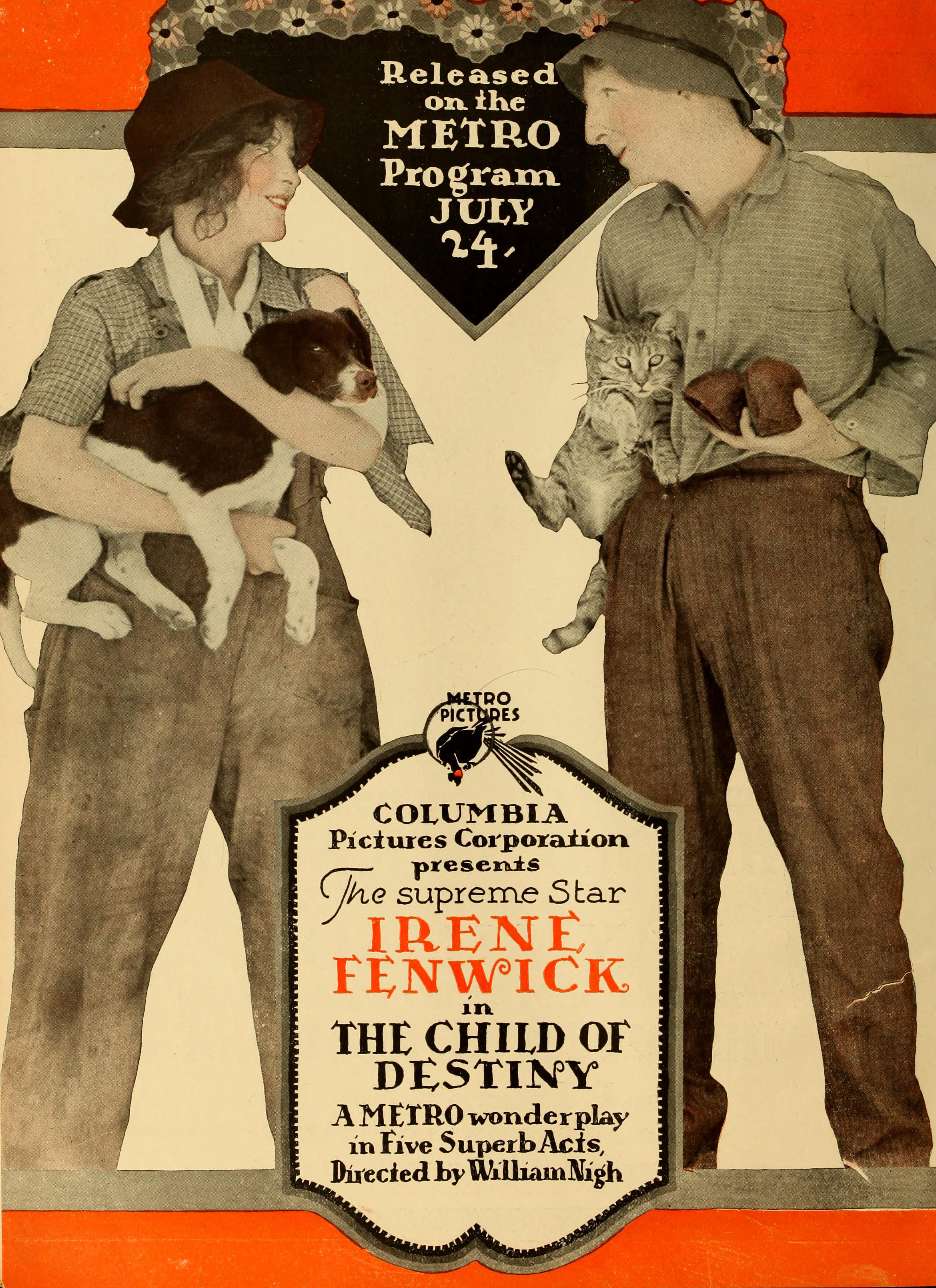
The Child of Destiny (1916)

- 1915 : The Commuters (it) de George Fitzmaurice : Hetty Brice
- 1915 : The Spendthrift (it) de Walter Edwin : Frances Ward
- 1915 : The Woman Next Door (it) de Walter Edwin : Jenny Gay
- 1915 : The Green Cloak (it) de Walter Edwin : Ruth McAllister
- 1915 : The Sentimental Lady (it) de Walter Edwin : Amy Cary
- 1916 : The Child of Destiny de William Nigh : Alita
- 1916 : A Coney Island Princess (it) de Dell Henderson : Tessie/la princess Zim-Zim
- 1917 : A Girl Like That (it) de Dell Henderson : Nell Gordon
- 1917 : The Sin Woman (it) de George W. Lederer : Grace Penrose
- 1917 : National Red Cross Pageant de Christy Cabanne : Herald (dans l’épisode en italien)